# Nancy-sur-Cluses
 Nancy-sur-Cluses  es una población y comuna francesa, en la región de Ródano-Alpes, departamento de Alta Saboya, en el distrito de Bonneville y cantón de Scionzier.

## Demografía
| 256 | 241 | 228 | 233 | 304 | 357 |
| Para los censos de 1962 a 1999 la población legal corresponde a la población sin duplicidades (Fuente: INSEE [Consultar]) |     |     |     |     |     |